# Задишка
Зади́шка, або диспно́е — утруднене дихання або біль при диханні. Це один із основних симптомів захворювань серця та легенів.

## Форми задишки
Класифікація задишки за ступенем тяжкості наведена за версією American Thoracic Society.
| Опис | Градація | Ступінь задишки |
| Відсутність задишки при ходінні пішки вгору                                                                            | 0        | Відсутня        |
| Присутня задишка при ходінні вгору                                                                                     | 1        | Середня         |
| Ходіння набагато повільніше, ніж у людей такого ж віку, завдяки задишці або зупинкам при ходінні таким же темпом вгору | 2        | Виражена        |
| Задишка вимагає зупинки для відпочинку після проходження 100 ярдів                                                     | 3        | Тяжка           |
| Задишка заважає вийти з дому на вулицю, виражена задишка при одяганні та роздяганні хворого                            | 4        | Дуже тяжка      |